# Heliconius vazquezae
Heliconius vazquezae är en fjärilsart som beskrevs av Comstock och Brown 1950. Heliconius vazquezae ingår i släktet Heliconius och familjen praktfjärilar. Inga underarter finns listade i Catalogue of Life.